# Torbjörn Håkansson

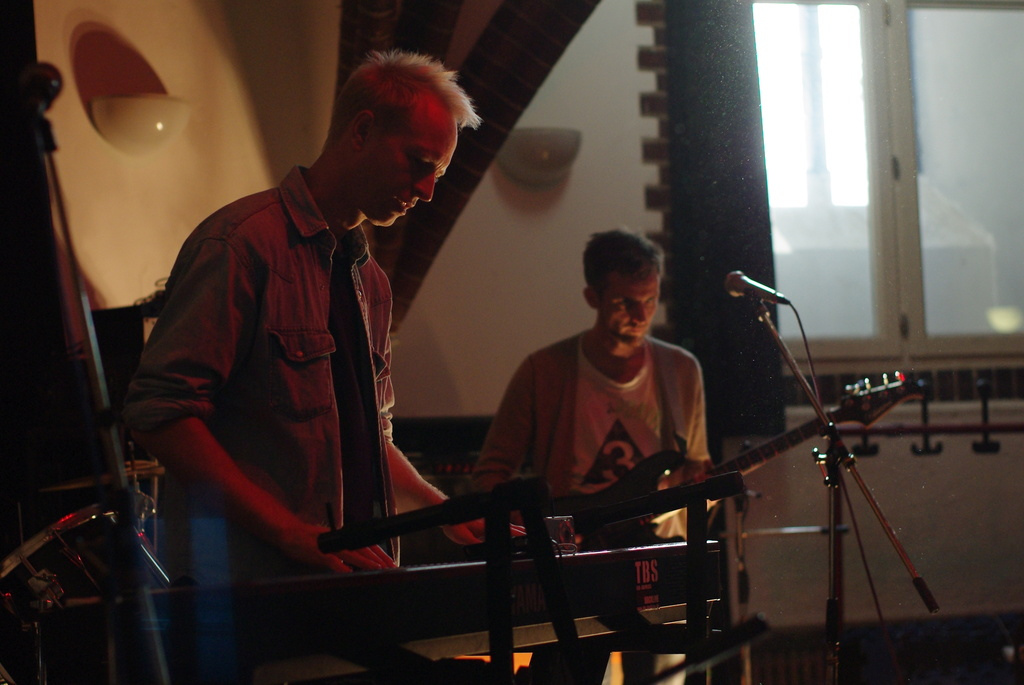
Torbjörn Håkansson (till vänster) under en konsert med The Embassy i Berlin, 2010.

Torbjörn Håkansson, född 20 september 1971, är en svensk prisbelönt musiker och producent från Göteborg. Håkansson är medlem och grundare av popbandet The Embassy tillsammans med Fredrik Lindson.